# شی‌آن ۲۳۸۷
سیارک ۲۳۸۷ (به انگلیسی: 2387 Xi'an، نامگذاری:1975FX) دو هزار و سیصد و هشتاد و هفتمین سیارک کشف شده‌است که در ۱۷ مارس ۱۹۷۵ کشف شد.
قدر مطلق سیارک برابر ۱۱٫۳۰ است.